# 莱比塘铜矿
莱比塘铜矿项目，是在建的亚洲最大湿法炼铜工程，项目总投资10.65亿美元，设计采矿生产规模为30350kt/a（约92kt/d），湿法炼铜生产能力为100kt/a阴极铜（10万吨阴极铜/年）。与萨比塘（Sabetaung）、七星塘（Kyisintaung）项目一起，隶属于中缅蒙育瓦铜矿项目。该矿区位于缅甸西北部实皆省南部蒙育瓦县钦敦江边的萨林基镇区，距离缅甸第二大城市曼德勒120公里。项目业主为中国兵器工业集团下属万宝矿产有限公司。
莱比塘铜矿于2012年3月奠基，之后，却命运多舛，经历着停工、复工、再停工的反复折腾。莱比塘铜矿所在地的萨林基镇区Ton, Moegyopyin, Setae, Kyautphyusai 和Zeetaw等村村民，因为有总共达3200公顷的农田被征收用于开矿，对环境保护和征地赔偿等不满，反复在铜矿抗议和阻工。 2012年12月2日，缅甸总统吴登盛任命由30人组成的委员会调查莱比塘铜矿，昂山素季担任调查委员会主席。该委员会在今年3月11日向政府和公众提交了调查报告，报告支持莱比塘铜矿复工。但是，莱比塘铜矿项目迄今仍未走上正常轨道， 昂山素季表态以后，当地村民还在继续示威，表示一直到他们的要求得到满足为止。
2013年7月，缅甸矿业部所属第一矿业公司与缅甸经济控股公司（简称经控公司）和中国万宝公司重新签订了莱比塘铜矿项目的盈利分成合同。根据重新修改的合同，缅甸政府将分享盈利的51%，经控公司和万宝公司两家分享盈利的49%。此外，铜矿项目的2%纯利，将用于社会环境投资。
2013年10月3日很低调地正式复工。